# 8529-es mellékút (Magyarország)
A 8529-es számú mellékút egy közel 16,5 kilométer hosszú, négy számjegyű országos közút Győr-Moson-Sopron vármegye területén; Kapuvár központjától vezet az osztrák határ közvetlen közeléig; Fertőd Tőzeggyármajor településrészének egyedüli megközelítési útvonala.

## Nyomvonala
Kapuvár központjában ágazik ki a 85-ös főútból, annak a 43+450-es kilométerszelvénye táján, észak felé; ugyanott ágazik ki a főútból az ellenkező irányban a 8611-es út is, amely Beleden át Celldömölkig vezet. Damjanich utca néven húzódik a város belterületének északi széléig, majd a 4+350-es kilométerszelvényét elhagyva egy kereszteződéshez ér: keletnek a 85 117-es számú mellékút ágazik ki belőle Öntésmajor és azon keresztül Osli felé, nyugatnak pedig egy számozatlan, alsóbbrendű önkormányzati út Földvármajor külterületi városrész irányába.
A 6. kilométere előtt Kistölgyfamajor házai között halad el, 8,5 kilométer után pedig Miklósmajort éri el, ahol nyugatnak fordul. 10,2 kilométer után átszeli a Répce folyását, a 11. kilométere táján pedig átlép Fertőd területére. A 13. és 14. kilométerei között áthalad Tőzeggyármajor településrészen, ahol keresztezi az Ikvát is, nem sokkal ezután pedig véget is ér, beletorkollva – az országhatártól kevesebb mint fél kilométerre, Fertőd és Sarród települések határvonalán – a 8531-es útba, annak 7+800-as kilométerszelvénye táján.
Teljes hossza, az országos közutak térképes nyilvántartását szolgáló kira.gov.hu adatbázisa szerint 16,417 kilométer.

## Települések az út mentén
- Kapuvár
- Fertőd-Tőzeggyármajor
- (Sarród)